# Cleaner
Cet article concerne le film. Pour la série télévisée, voir The Cleaner (série télévisée).
Ne doit pas être confondu avec Cleaner (film, 2025).
« Le Nettoyeur (film, 2007) » redirige ici. Pour les autres significations, voir Le Nettoyeur.
Pour plus de détails, voir Fiche technique et Distribution.
Cleaner ou Le Nettoyeur au Québec est un film américain réalisé par Renny Harlin et sorti en 2007.
Le film suit Tom Cutler qui a quitté la police et qui est devenu le propriétaire d'une petite entreprise de nettoyage de scènes de crime. Un jour, il est appelé à nettoyer le salon d'une résidence de luxe puis découvre qu'aucun assassinat n'a été signalé à cette adresse. Se sachant piégé, il fait appel à son ancien coéquipier, Eddie Lorenzo, pour l'aider à enquêter sur l'affaire.

## Synopsis
Ancien policier et aujourd'hui veuf, Tom Cutler (Samuel L. Jackson), vit seul avec sa fille Rose (Keke Palmer). Il a créé sa petite entreprise, Steri Clean. Il est le « nettoyeur » que l'on sollicite notamment pour accomplir la tâche peu ragoûtante de nettoyage de scène de crime où d'appartements où ont lieu des accidents domestiques mortels. Vêtu comme un cosmonaute et armé d'un arsenal de désinfectants, il fait disparaître toutes empreintes et traces (sanguinolentes et autres) qui se trouvent sur le lieu du meurtre.
Un jour, sa secrétaire Cherie (Maggie Lawson) reçoit par fax une commande pour nettoyer les vestiges d'un assassinat perpétré dans une luxueuse résidence. Après être entré comme prévu dans la demeure déserte grâce à la clé cachée sous une poterie, il procède au nettoyage d'un coin du salon souillé de sang. Après coup, il s'aperçoit qu'il a oublié de remettre la clé à sa place et, lorsqu'il revient le lendemain, il est accueilli par Ann Norcut (Eva Mendes) qui semble ignorer qu'un événement a eu lieu dans sa maison. Prudent, Tom reste évasif en prétextant s'être trompé d'adresse. Le soir même, Tom rejoint au bar son ancien coéquipier, le policier Eddie Lorenzo (Ed Harris), parrain de sa fille. Là, il apprend par la télévision que le mari d'Ann Norcut a disparu dans des circonstances troublantes, enquête dont est chargé le détective Jim Vargas (Luis Guzmán) qu'Eddie considère comme un ripou. Or Norcut devait témoigner devant le grand jury contre Vaughn, un ancien commissaire accusé de corruption.
Le lendemain, Ann vient trouver Tom à son bureau, lui expose la disparition de son mari et lui demande des éclaircissements sur sa présence à son domicile. Malgré ses dénégations, elle refuse de le croire et quitte son bureau en colère. Eddie rejoint Tom sur une scène de crime, et l'informe que la maison de Norcut a été inspectée, qu'on y a trouvé nulle trace de sang mais beaucoup de produits de nettoyage très puissants. Tom révèle alors toute l'affaire à Eddie, et avoue qu'il a un temps travaillé pour Vaughn, qui avait fait clore l'enquête concernant la mort du meurtrier de sa femme, dont Tom avait commandité le meurtre en prison. Un peu plus tard, Vargas débarque au bureau de Tom afin de réclamer la liste des produits employés par son entreprise afin de les comparer avec les résidus trouvés dans la maison de Norcut. Tom accepte, malgré les réticences de Cherie, qui n'aime pas les manières de Vargas. Tom apprend que Vargas enquête sur lui, surveillant ses relevés de carte de crédit.
Tom retrouve Eddie lors d'un match de football de Rose, où il fait part de ses inquiétudes et où ils échangent leurs informations. Par la suite, il donne rendez-vous à Ann Norcut dans une église et lui avoue toute l'affaire, disant qu'il a été piégé. Ann l'emmène alors au foyer dans lequel elle travaille et lui montre un livre de comptes contenant dates, numéros de comptes bancaires et matricules de policiers, que son mari allait remettre au procureur. Elle lui révèle également que son mari s'était violemment disputé avec Vaughn et Vargas deux semaines avant son assassinat. Tom demande à Eddie de lui procurer les matricules de certains policiers qu'il pense corrompus, mais sachant que Tom figure sur le registre, Eddie lui conseille de laisser tomber l'affaire et ils ont une violente dispute. Ann ne se sentant pas en sécurité chez elle, Tom lui propose de la loger chez son employé et ami Miguel (Jose Pablo Cantillo). Là, ils discutent et chacun  se livre, Tom racontant à Ann l'histoire du meurtre de sa femme, elle lui avouant qu'elle a récemment fait une fausse couche. Rentrant chez lui, Tom est arrêté puis agressé par un policier qui semble savoir qui il est.
Examinant les faits, Tom soupçonne que le meurtre n'a pas été commis par Vaughn, sans quoi la maison aurait été retournée en recherchant le registre. Discutant avec le médecin légiste, il apprend que Norcut avait subi une vasectomie il y a plusieurs années. Il se rend alors chez Eddie et lui fait alors part de sa conclusion : Ann Norcut avait un amant, et il s'agit d'un crime passionnel. Cependant, durant la conversation, Tom a repéré un certificat de « Volontaire de l'Année » signé de Ann chez Eddie, ce qui prouve qu'ils se connaissaient. Se rendant chez Ann, il aperçoit des bagages dans son coffre, et l'interroge sur ses liens avec Eddie. Tom veut aller expliquer la situation à la police, et Ann tente de l'en dissuader, en vain. Il prend rendez-vous avec Vargas dans un ancien dépôt ferroviaire, où ils veulent piéger Eddie. Mais il apprend par un coup de téléphone de Rose que celui-ci s'est rendu à son domicile, ayant anticipé les conclusions de Tom.
Tom bondit dans sa voiture et se rend chez lui, où il trouve Eddie en compagnie de Rose, qui ignore tout de la situation. Après une courte bagarre, Eddie menace Tom d'un pistolet et va le tuer quand Rose, qui a ramassé l'arme de son père, l'abat. En échange de l'arrêt de l'enquête le concernant, Tom remet le registre à Vargas, qui le brûle.

## Fiche technique
Sauf indication contraire, les informations mentionnées dans cette section peuvent être confirmées par la base de données cinématographiques IMDb,  présente dans la section « Liens externes ».
- Titre français et original : Cleaner
- Titre québécois : Le Nettoyeur
- Réalisation : Renny Harlin
- Scénario : Matthew Aldrich
- Musique : Richard Gibbs
- Décors : Richard Berg
- Costumes : Susanna Puisto
- Photographie : Scott Kevan
- Montage : Brian Berdan
- Production : Michael P. Flannigan, Steve Golin, Lati Grobman, Samuel L. Jackson, Avi Lerner, Alix Madigan-Yorkin
- Sociétés de production : Anonymous Content, MWP Productions, Hygenic Productions, Millennium Films, Nu Image Films
- Société de distribution : Screen Gems, Sony Pictures (États-Unis), Colifilms Diffusion (France)
- Budget : 25 millions de dollars[1]
- Pays de production :  États-Unis
- Langue originale : anglais
- Format : 35 mm — couleur — 2.35:1 CinemaScope — son Dolby SRD
- Genre : thriller, policier
- Durée : 88 minutes
- Dates de sortie :
  - Canada : 11 septembre 2007 (festival de Toronto)
  - France : 14 mai 2008
  - États-Unis : 27 mai 2008 (directement sorti en vidéo)
- Classification :
  - France : tous publics avec avertissement[2]

## Distribution
- Samuel L. Jackson (VFB : Patrick Descamps ; VQ : Guy Nadon) : Tom Cutler
- Ed Harris (VFB : Jean-Michel Vovk ; VQ : Éric Gaudry) : Eddie Lorenzo
- Eva Mendes (VFB : Célia Torrens ; VQ : Isabelle Leyrolles) : Ann Norcut
- Keke Palmer (VFB : Fanny Roy ; VQ : Romy Kraushaar-Hébert) : Rose Cutler
- Jose Pablo Cantillo (VQ : Daniel Lesourd) : Miguel
- Luis Guzmán (VFB : Claudio Dos Santos ; VQ : Manuel Tadros) : l'inspecteur Jim Vargas
- Robert Forster (VQ : Marc Bellier) : Arlo
- Maggie Lawson (VQ : Camille Cyr-Desmarais) : Cherie
- Marc Macaulay (VQ : Christian Roy) : Vic
Version française
  - Studio de doublage : Alcyon 
  - Direction artistique : Daniel Nicodème
  - Adaptation : François Vidal

Sources : VQ

## Production

### Genèse et développement
Le scénariste Matthew Aldrich a l'idée de l'intrigue en écoutant une émission de radio qui présentait la vie d'un nettoyeur. Il raconte : « J'ai trouvé cela fascinant et j'étais stupéfait. Je me suis dit que c'était une façon épouvantable de gagner sa vie. Je me suis alors demandé dans quel état d'esprit ces gens pouvaient bien rentrer chez eux à la fin de la journée ». Il présente ensuite son travail à la productrice Alix Madigan. Le scénario est ensuite présenté à l'acteur Samuel L. Jackson. Il le présente ensuite au réalisateur Renny Harlin, avec lequel il a tourné Au revoir à jamais (1996) et Peur bleue (1999). L'acteur remarque que c'est un projet bien différent des deux films précités : « Avant, à chaque fois que je travaillais avec Renny, j'avais généralement très froid, j'étais tout mouillé, ou de toute façon dans une situation très inconfortable. Je me suis dit que ce serait intéressant de travailler dans des conditions normales, en intérieur par exemple, sans être constamment frigorifié et mouillé, poursuivi par quelque chose ou sous une pluie de balles ».
Pour rendre crédible le film, l'équipe a été en contact avec une véritable société proposant des services correspondant au métier du personnage principal. Le réalisateur Renny Harlin raconte : « Par chance, nous sommes tombés sur cette société appelée Steri-Clean en Californie. Ils ont gentiment accepté que nous les regardions travailler et nous ont montré leurs archives et leurs photographies. C'était assez terrifiant au début, mais ensuite on s'y habitue, et on réalise que pour eux, c'est juste un travail comme un autre. Grâce à cette expérience, nous avons beaucoup appris sur leur mode opératoire, sur la façon dont les scènes sont nettoyées et sur ce qui se passe dans leur tête. Ils ont été très généreux avec les différentes personnes de la production qui sont allées prendre conseil auprès d'eux, c'est pourquoi nous avons finalement décidé d'utiliser le nom de leur société dans le film ».
Renny Harlin, qui souhaite ajouter une dimension de voyeurisme à son film, décide de faire un grand nombre de plans au travers de fenêtres et avec des longues focales pour « que le public ait l'impression que Tom était de plus en plus observé ». Le réalisateur révèle que ses influences ont été Chinatown de Roman Polanski et Conversation secrète de Francis Ford Coppola, tous deux sortis en 1974.

### Tournage
Le tournage a lieu de janvier à mars 2007. Il se déroule en Louisiane, notamment à Shreveport.

## Bande originale
- Besame, paroles d'Ed McCoyd, adaptation par Edwin Perez, interprétée par Edwin Perez / Mistico (BLAST! Music)
- Blue Dreams, instrumental de D. DiFonzo et Scott P. Schreer (Freeplay Music)
- Gettin' By, paroles et musique de Cory Chisel, interprétée par Cory Chisel et The Wandering Sons (Fuse Records)
- Jim Brown, paroles, musique et interprétation par Brian Berdan (BB Music)
- Knockin', paroles et musique de Sean Ike, interprétée par The Elevations (North Star Media)
- Sin Miedo Por La Calle, paroles et musique de Jose Antonio Marine Cabrera, Anton Jerardo Jiminez Gomez, Eduardo Rene Salazar Mata, et Juan Miguel Jiminez Guilamo, interprétée par Milenio Flow (Crucial Music)
- Tell Me Something Good (en), paroles et musique de Stevie Wonder, interprétée par le groupe Rufus et par Chaka Khan (MCA Records)
- Thank God I Got the Blues, paroles et musique de James Montgomery et Andrew Garver, interprétée par Big James (Jamot Music)
- Mend This Heart, paroles et musique de Barbara L. Jordan et William Peterkin, interprétée par Crit Harmon (Heavy Hitters Music Group)

## Accueil

### Critique
Le film reçoit des critiques plutôt négatives. Sur l'agrégateur américain Rotten Tomatoes, il récolte 17% d'opinions favorables pour 12 critiques et une note moyenne de 4,35⁄10. Sur Metacritic, il obtient une note moyenne de 49⁄100 pour 4 critiques.
En France, le film obtient une note moyenne de 2,5⁄5 sur le site AlloCiné, qui recense 22 titres de presse.

### Box-office
Contrairement à certains comme la France où il a été exploité dans le circuit habituel de distribution en salles, le film est directement sorti en vidéo aux États-Unis. Ainsi, il ne rapporte qu'un peu plus de 5 millions de dollars de recettes dans le Monde. Le film rapporte cependant des recettes sur le marché de la vidéo.
| Pays ou région    | Box-office          | Date d'arrêt du box-office | Nombre de semaines |
| ----------------- | ------------------- | -------------------------- | ------------------ |
| États-Unis Canada | non sorti en salles |                            |                    |
| France            | 301 464 entrées     |                            |                    |
| Total mondial     | 5 796 630 $         | -                          | -                  |

## Distinction
En 2007, Keke Palmer nommée pour le prix de la meilleure jeune actrice dans un second rôle aux Young Artist Awards.